# 허영의 도시

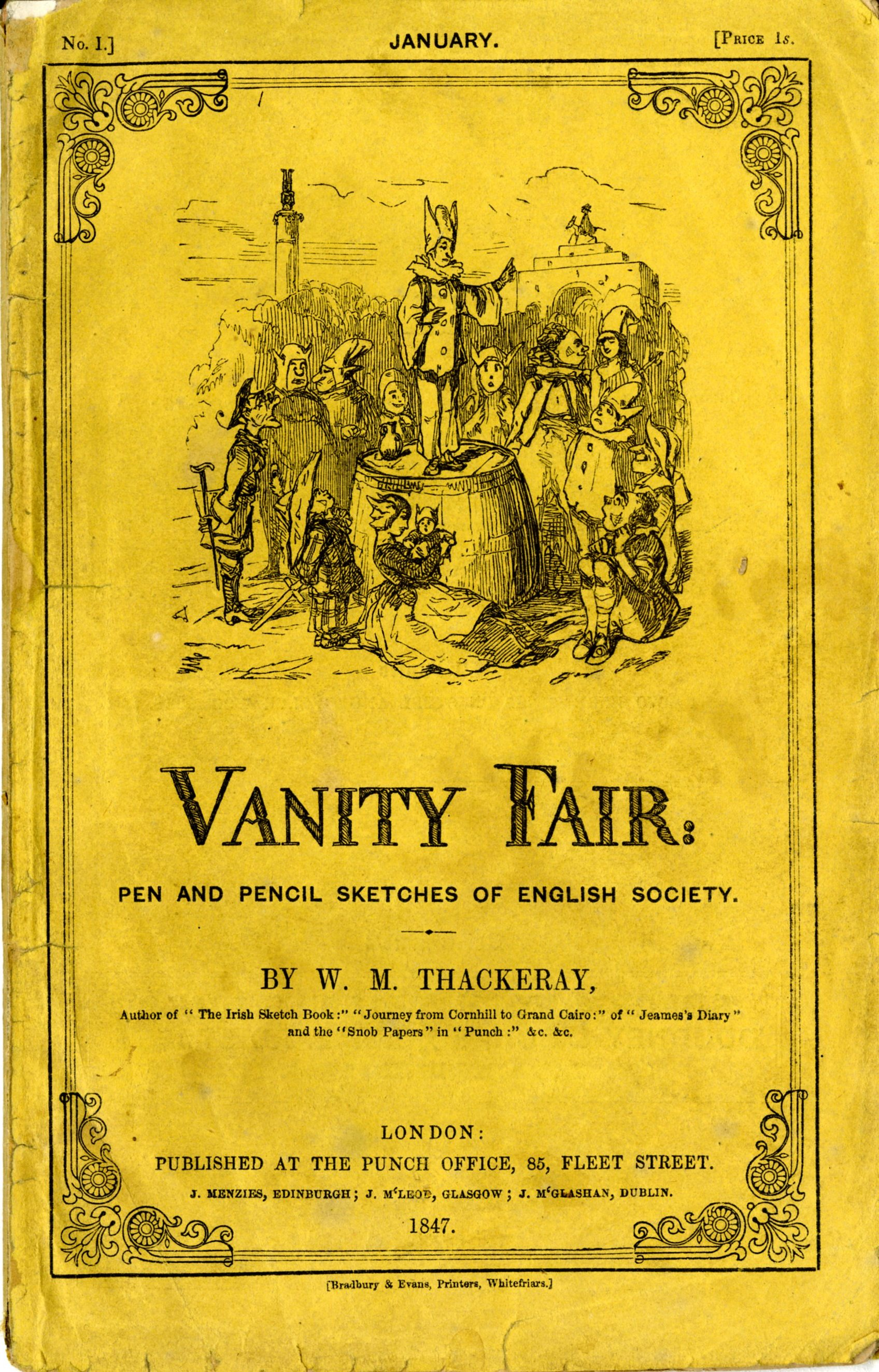

《허영의 도시》(Vanity Fair, 1848년)는 윌리엄 메이크피스 새커리의 장편소설이다.

## 개요
대표적인 두 여인 레베카 샤프와 어밀리어 새들리의 인생행로를 그린 작품이다. 레베카는 신분이 낮지만 영리하여 갖은 수단을 다 써서 사회의 상층으로 올라간다. 한편 어밀리어는 유순할 뿐 재능이 없는 여성이며 남편 사후에는 갖가지 고생에 부닥친다. 그러나 최후에는 레베카보다 어밀리어 편이 조용하고 행복한 생활을 하게 된다. 두 여인을 둘러싸고 속물근성이 밴 여러 인물이 수놓은 사회의 풍경화는 참으로 ‘허영의 도시’라 부를 만한 것이다.